# Герард 'т Гофт
Герард 'т Гофт (нід. Gerardus (Gerard) 't Hooft; нар. 5 липня 1946, Ден-Гелдер, Нідерланди) — нідерландський фізик у галузі дослідження елементарних частинок. Лауреат Нобелівської премії з фізики 1999 року разом зі своїм вчителем Мартінусом Велтманом за прояснення квантової структури електрослабкої взаємодії. Родич іншого нідерландського Нобелівського лауреата з фізики Фріца Церніке.

## Біографія
Закінчив навчання з фізики та математики в Утрехтському університеті в 1966 році. Здобув докторський ступінь з теоретичної фізики в 1969 році. В 1972—1974 роках працював у ЦЕРНі. Після недовгого перебування у Гарварді та у Стенфорді в 1977 році призначений професором фізики в Утрехтському університеті. Був запрошеним професором у Каліфорнійському технічному інституті (1981), університетах Бостона (1989) та Дьюка (1989).
У 1993 р. висунув гіпотезу голографічного принципу побудови Всесвіту, який, однак, не знаходить свого підтвердження.